# Wasserkraftwerk Ohle
Das Wasserkraftwerk Ohle in Ohle bei Plettenberg ist eines von zehn Laufwasserkraftwerken (ohne Kleinstanlagen) an der Lenne.

## Entwicklung
Als an der Lenne bei Ohle 1889 das Ohler Eisenwerk Achenbach, Kölsche & Cie. gegründet wurde, verfügte es über eine wasserbetriebene Turbine, welche mittels eines Obergrabens versorgt wurde, in den Werkshallen stand und die Walzstraße mit drei Walzgerüsten direkt antrieb.  Das nach der Übernahme am 17. Juni 1895 durch Theobald Pfeiffer schnell wachsende Werk benötigte größere Mengen Energie. Dazu schaffte man sich neben einer Dampfmaschine (1896) auch eine neue, leistungsfähigere Turbine, Modell Brigleb von Hansen & Gotha mit 260 PS (1912) an. Zusätzlich wurde am 16. September 1915 die Genehmigung erteilt für eine weitere Turbine in einem externen Gebäude vom Typ Francis von Voith mit 300 kW Leistung.
In die Zeit des größten Wachstums des Unternehmens unter Mitwirkung der Söhne Walter Pfeiffer, der mit seinem Bruder Ernst Pfeiffer 1919 nach Kriegsdienst in die Firma eintrat, fällt 1923/24 der Bau des dritten und wesentlich stärkeren Laufwasserkraftwerk Bockeloh bei Werdohl. Dennoch musste bei Mehrbedarf an Energie vom Dampfkraftwerk beim Wasserkraftwerk Siesel Strom zugekauft werden.
Nach Verkauf des Werkes 1987 gehörte das als Turbinenhaus bezeichnete Gebäude von 1915 zum Rio-Tinto-Alcan-Konzern. Mit dessen Neugliederung wurde das Wasserrecht am Obergraben 2009 für 3 Millionen Euro Investitionskosten von den Stadtwerken Mainz übernommen, die im oberen drittel des Obergrabens ein neues Turbinenhaus bauten und den Erfordernissen des Erneuerbare-Energien-Gesetz anpassten, unter anderem durch den Bau von einer weiteren Fischtreppe, die das Wehr umgeht, und Überholung des Stauwehrs. Die technischen Anlagen und das Maschinenhaus selbst waren zuletzt 2003 erneuert worden.
2021 wurde das Turbinenhaus von 1915 des ehem. Ohler Eisenwerkes abgebrochen, Teile der alten Turbinenanlage konnten dabei vorerst erhalten werden.

## Weitere technische Daten
Die installierte maximale Leistung beträgt etwa 450 kW. Die Staumauer ist etwa 50 m lang. Der Strom wird ins öffentliche Netz eingespeist. Die Kaplan-Turbine aus dem Jahr 2002 hat eine maximale Leistung von 550 kW bei einer Konstruktionsfallhöhe von 3,50 m und einer maximalen Schluckfähigkeit von 19 m³/s. Der Generator der Firma Loher ist eine wassergekühlte Drehstrom-Asynchronmaschine mit einer Nennleistung von 550 kW.

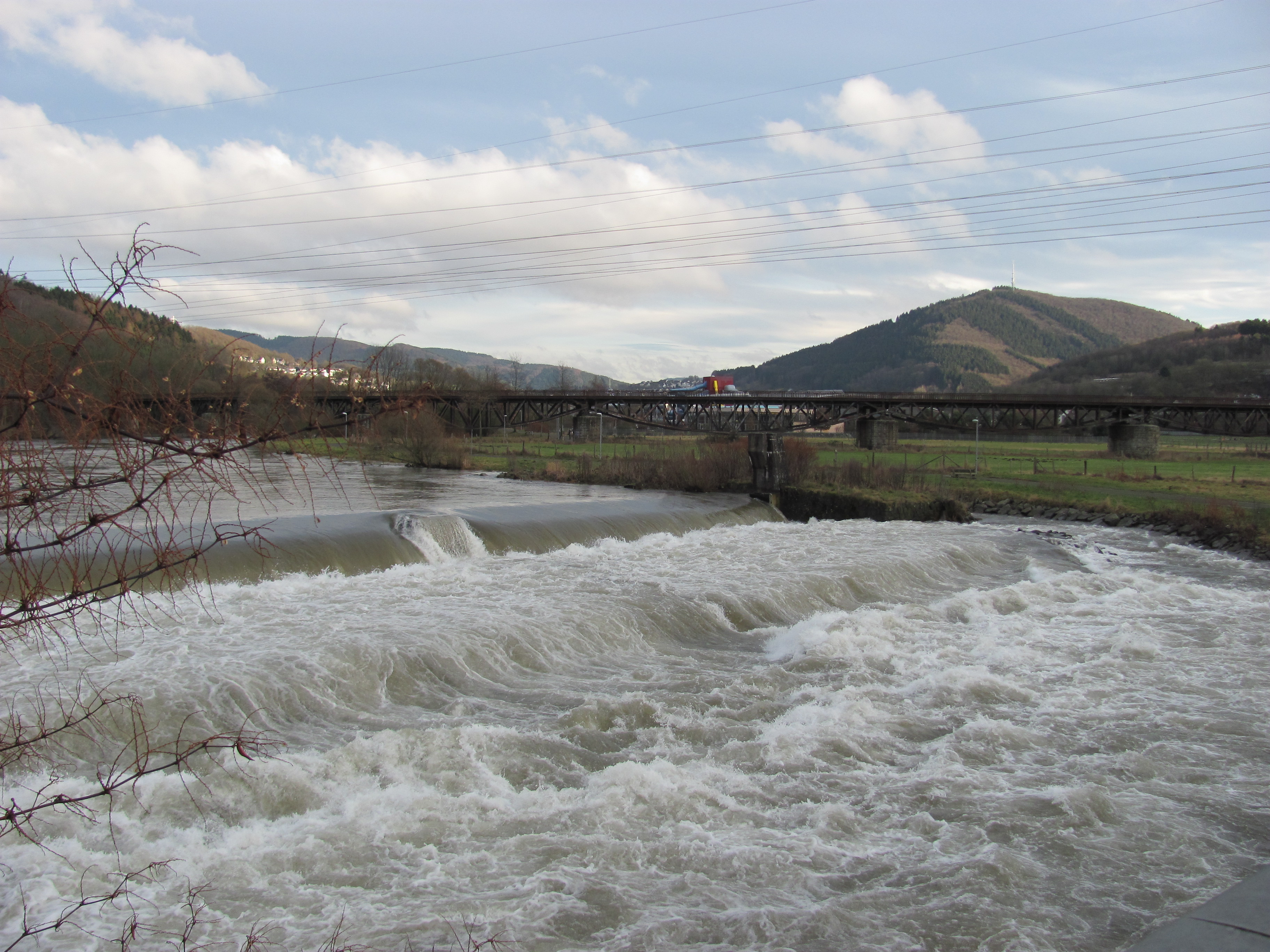
Klappenwehr bei Hochwasser
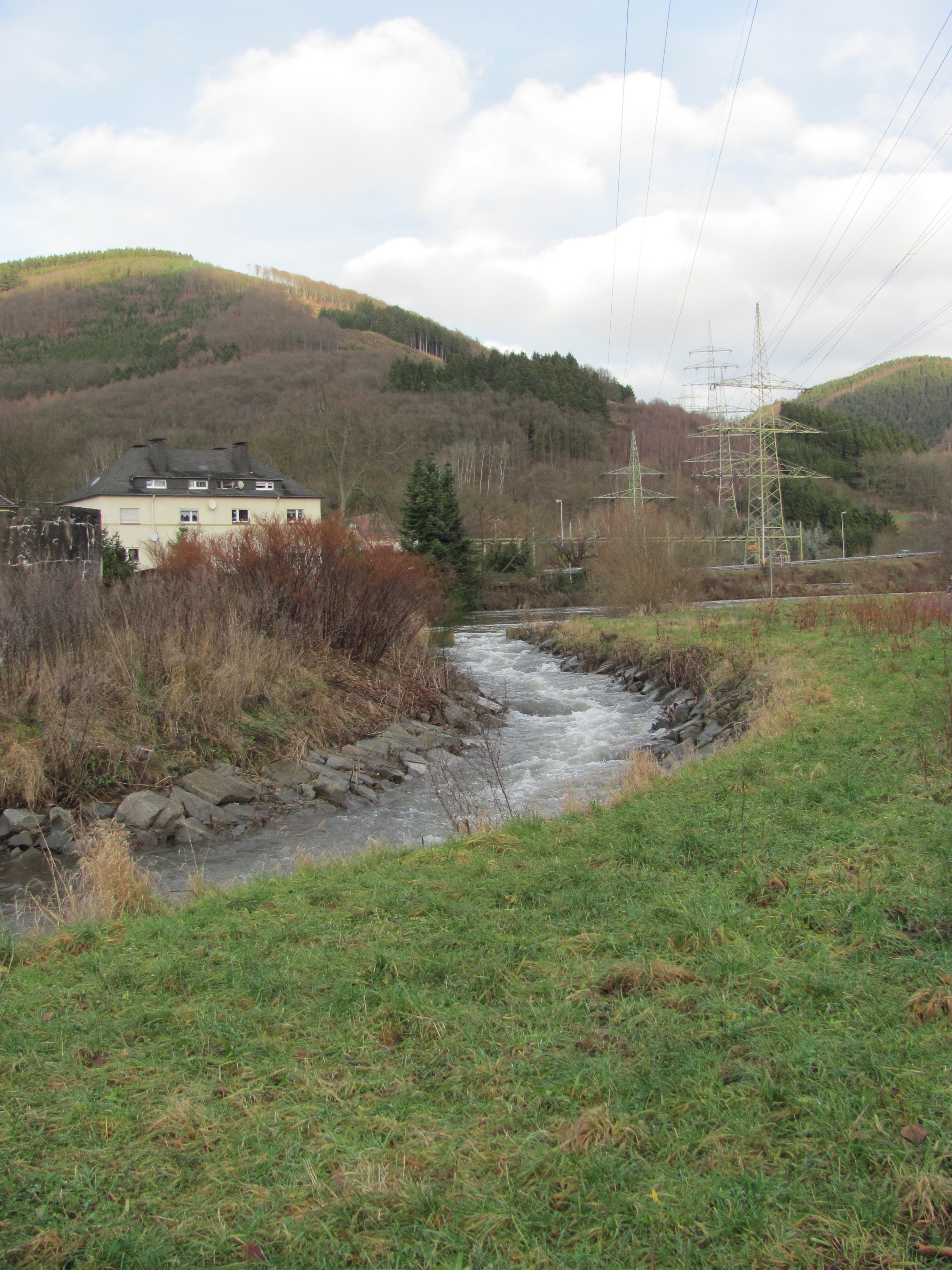
Fischpassgerinne am linken Flussufer